# Édouard-Alphonse Dupont
Pour les articles homonymes, voir Dupont.
Édouard-Alphonse Dupont, né le 15 mai 1831 à Saint-Chamond et mort le 14 mars 1857 à Hyères, est un peintre français.

## Biographie
Édouard-Alphonse Dupont est le fils d'Asther Alphonse Dupont, directeur et de Célestine Boyveau.
Élève de Charles Gleyre, il concourt en 1855 et en 1856 pour le prix de Rome.
Il meurt à l'âge de 25 ans.